# Al-Ghandura (poddystrykt)
Al-Ghandura – jedna z 2 jednostek administracyjnych trzeciego rzędu (nahijja) dystryktu Dżarabulus w muhafazie Aleppo w Syrii.
W 2004 roku poddystrykt zamieszkiwało 17 314 osób.